# Hyères-Toulon Var Basket
Hyères-Toulon Var Basket, más conocido como Hyères-Toulon o, simplemente HTV, es un club de baloncesto francés, con sede en la ciudad de Toulon. Compite en la NM1, la tercera división del país. Disputa sus partidos en el Palais des sports Jauréguiberry, con capacidad para 4.217 personas,y en el Espace 3000, con capacidad para 2200 espectadores.

## Historia
El club se funda en 1990, fruto de la fusión del Club Sportif Toulonnais, creado en 1948, y del Omni Sport HYEROIS, de 1952. Ascendió en su primera temporada a la Pro B, la segunda categoría del baloncesto francés, donde se mantuvo hasta 2001, cuando, tras acabar en la quinta posición en la temporada regular, dio la sorpresa ganando los play-offs al derrotar al SPO Rouen Basket en la final por 3 victorias a 2, ascendiendo a la Pro A.
En 2008 logra su mejor clasificación de la historia, alcanzando el sexto puesto en la Pro A, clasificándoes para los playoffs por el título, donde cayeron derrotados en primera ronda por el ASVEL Lyon-Villeurbanne, y clasificándose por vez primera para una competición europea, la EuroCup Challenge.

## Palmarés
- Campeón de la Copa de Francia: 1990[5]
- Semifinales de la Copa de Francia: 2006
- Semfinales de la Copa La Semaine des As: 2008

## Temporada a temporada
| Season  | Tier | League | Pos. | Copa de Francia | Competiciones europeas | Competiciones europeas |
| ------- | ---- | ------ | ---- | --------------- | ---------------------- | ---------------------- |
| 2006–07 | 1    | Pro A  | 15º  |                 |                        |                        |
| 2007–08 | 1    | Pro A  | 8º   |                 |                        |                        |
| 2008–09 | 1    | Pro A  | 11º  |                 | 3 EuroChallenge        | RS                     |
| 2009–10 | 1    | Pro A  | 11º  |                 |                        |                        |
| 2010–11 | 1    | Pro A  | 7º   |                 |                        |                        |
| 2011–12 | 1    | Pro A  | 16º  |                 |                        |                        |
| 2012–13 | 2    | Pro B  | 12º  |                 |                        |                        |
| 2013–14 | 2    | Pro B  | 9º   | Semifinalista   |                        |                        |
| 2014–15 | 2    | Pro B  | 5º   |                 |                        |                        |
| 2015–16 | 2    | Pro B  | 1º   |                 |                        |                        |
| 2016–17 | 1    | Pro A  | 15º  |                 |                        |                        |
| 2017–18 | 1    | Pro A  | 18º  |                 |                        |                        |
| 2018–19 | 5    | NM3    | 1º   |                 |                        |                        |
| 2019–20 | 4    | NM2    | 8º   |                 |                        |                        |
| 2020–21 | 4    | NM2    | 2º   |                 |                        |                        |
| 2021–22 | 4    | NM2    | 1º   |                 |                        |                        |

1. ↑  La sección profesional del club se disolvió y la licencia fue vendida al Paris Basketball

## Jugadores destacados
- Alexis Ajinça
- Moustapha Sonko
- Rick Hughes
- Mouhamed Sene